# Tunísia nos Jogos Olímpicos de Verão de 2008
A Tunísia competiu nos Jogos Olímpicos de Verão de 2008, em Pequim, na China.

## Medalhas
| Atleta           | Esporte | Evento                 | Medalha |
| ---------------- | ------- | ---------------------- | ------- |
| Oussama Mellouli | Natação | 1500 m livre masculino | Ouro    |

## Desempenho

### Atletismo
Masculino
| Atletas        | Evento                | Final    | Final   |
| Atletas        | Evento                | Marca    | Posição |
| -------------- | --------------------- | -------- | ------- |
| Hassanine Sbai | 20 km marcha atlética | 1h25m23s | 34º     |
| Hatem Ghoula   | 20 km marcha atlética | 1h23m44s | 27º     |
| Hatem Ghoula   | 50 km marcha atlética | 4h03m47s | 33º     |

Feminino
| Atletas           | Evento                | Preliminar | Preliminar | Final       | Final       |
| Atletas           | Evento                | Marca      | Posição    | Marca       | Posição     |
| ----------------- | --------------------- | ---------- | ---------- | ----------- | ----------- |
| Habiba Gheribi    | 3000 m com obstáculos | 9m25s50    | 8º         | 9m36s43     | 13º         |
| Leila Ben Youssef | Salto com vara        | 4,00m      | 32º        | Não avançou | Não avançou |

### Boxe
A Tunísia classificou cinco boxeadores no primeiro torneio classificatório africano.
| Atleta              | Evento           | Fase de 32                   | Fase de 16                     | Quartas                  | Semifinais             | Final                  |
| Atleta              | Evento           | Adversário e resultado       | Adversário e resultado         | Adversário e resultado   | Adversário e resultado | Adversário e resultado |
| ------------------- | ---------------- | ---------------------------- | ------------------------------ | ------------------------ | ---------------------- | ---------------------- |
| Walid Cherif        | Peso mosca       | AUS S. Sutherland V PTS 14:2 | KOR Lee O-S. V PTS 11:5        | ITA V. Picardi D PTS 5:7 | Não avançou            | Não avançou            |
| Alaa Shili          | Peso pena        | GER W. Gratschow V PTS 14:5  | MEX A. Santos Reyes D PTS 2:14 | Não avançou              | Não avançou            | Não avançou            |
| Saifeddine Nejmaoui | Peso leve        | RUS A. Tishchenko D PTS 2:10 | Não avançou                    | Não avançou              | Não avançou            | Não avançou            |
| Hamza Hassini       | Peso meio-médio  | IRI M. Sepahvand D PTS 4:16  | Não avançou                    | Não avançou              | Não avançou            | Não avançou            |
| Mourad Sahraoui     | Peso meio-pesado | CHN Zhang P. D PTS 1:3       | Não avançou                    | Não avançou              | Não avançou            | Não avançou            |

### Ciclismo de estrada
Masculino
| Atleta        | Evento             | Final               | Final   |
| Atleta        | Evento             | Tempo               | Posição |
| ------------- | ------------------ | ------------------- | ------- |
| Rafâa Chtioui | Corrida em estrada | 7h03m04s (+ 39m15s) | 86º     |

### Esgrima
Feminino
| Atleta        | Evento             | Fase de 64             | Fase de 32             | Fase de 16                   | Quartas de final       | Semifinais             | Final                  |
| Atleta        | Evento             | Adversário e resultado | Adversário e resultado | Adversário e resultado       | Adversário e resultado | Adversário e resultado | Adversário e resultado |
| ------------- | ------------------ | ---------------------- | ---------------------- | ---------------------------- | ---------------------- | ---------------------- | ---------------------- |
| Ines Boubakri | Florete individual | CAN J. Luan D 9-13     | Não avançou            | Não avançou                  | Não avançou            | Não avançou            | Não avançou            |
| Azza Besbes   | Sabre individual   | RSA J. Chetty V 15-2   | FRA L. Perrus V 15-11  | CAN O. Ovtchinnikova V 15-12 | USA R. Ward D 14-15    | Não avançou            | Não avançou            |

### Halterofilismo
Masculino
| Atleta           | Evento | Arranque (kg) | Arremesso (kg) | Total (kg)    | Posição       |
| ---------------- | ------ | ------------- | -------------- | ------------- | ------------- |
| Khalil Al Maooui | -56kg  | 126,0         | 0              | Não completou | Não completou |

Feminino
| Atleta           | Evento | Arranque (kg) | Arremesso (kg) | Total (kg) | Posição |
| ---------------- | ------ | ------------- | -------------- | ---------- | ------- |
| Hanene Ouerfelli | -63kg  | 80,0          | 95,0           | 175,0      | 16º     |

### Judô
Masculino
| Atleta        | Evento  | Preliminares                  | Fase de 32               | Fase de 16             | Quartas                | Semifinais             | Repescagem             | Repescagem             | Repescagem             | Final                  | Final       |
| Atleta        | Evento  | Preliminares                  | Fase de 32               | Fase de 16             | Quartas                | Semifinais             | 1ª fase                | Quartas                | Semifinais             | Final                  | Final       |
| Atleta        | Evento  | Adversário e resultado        | Adversário e resultado   | Adversário e resultado | Adversário e resultado | Adversário e resultado | Adversário e resultado | Adversário e resultado | Adversário e resultado | Adversário e resultado | Pos.        |
| ------------- | ------- | ----------------------------- | ------------------------ | ---------------------- | ---------------------- | ---------------------- | ---------------------- | ---------------------- | ---------------------- | ---------------------- | ----------- |
| Youssef Badra | -81 kg  | MNE S. Mrvaljevic D 0010-0020 | Não avançou              | Não avançou            | Não avançou            | Não avançou            | Não avançou            | Não avançou            | Não avançou            | Não avançou            | Não avançou |
| Anis Chedly   | +100 kg |                               | FRA T. Riner D 0000-0010 | Não avançou            | Não avançou            | Não avançou            | Não avançou            | Não avançou            | Não avançou            | Não avançou            | Não avançou |

Feminino
| Atleta            | Evento | Preliminares           | Fase de 32                   | Fase de 16                  | Quartas                  | Semifinais             | Repescagem             | Repescagem             | Repescagem             | Final                  | Final       |
| Atleta            | Evento | Preliminares           | Fase de 32                   | Fase de 16                  | Quartas                  | Semifinais             | 1ª fase                | Quartas                | Semifinais             | Final                  | Final       |
| Atleta            | Evento | Adversário e resultado | Adversário e resultado       | Adversário e resultado      | Adversário e resultado   | Adversário e resultado | Adversário e resultado | Adversário e resultado | Adversário e resultado | Adversário e resultado | Pos.        |
| ----------------- | ------ | ---------------------- | ---------------------------- | --------------------------- | ------------------------ | ---------------------- | ---------------------- | ---------------------- | ---------------------- | ---------------------- | ----------- |
| Chahnez M'barki   | -48 kg |                        | UKR L. Lusnikova D 0000-0221 | Não avançou                 | Não avançou              | Não avançou            | Não avançou            | Não avançou            | Não avançou            | Não avançou            | Não avançou |
| Nesria Jelassi    | -57 kg |                        |                              | CUB Y. Lupetey V 1000-0000  | AUS M. Pekli D 0000-1011 | Não avançou            | Não avançou            | Não avançou            | Não avançou            | Não avançou            | Não avançou |
| Houda Miled       | -78 kg |                        |                              | FRA S. Possamaï D 0012-1010 | Não avançou              | Não avançou            | Não avançou            | Não avançou            | Não avançou            | Não avançou            | Não avançou |
| Nihal Chikhrouhou | +78 kg |                        | ECU C. Chala V 1000-0000     | KOR Kim N-Y. D 0001-0011    | Não avançou              | Não avançou            | Não avançou            | Não avançou            | Não avançou            | Não avançou            | Não avançou |

### Lutas
Livre masculino
| Atleta       | Evento | Preliminar             | Oitavas de final           | Quartas de final       | Semifinal              | Repescagem 1ª rodada   | Repescagem 2ª rodada   | Final                  | Final       |
| Atleta       | Evento | Adversário e resultado | Adversário e resultado     | Adversário e resultado | Adversário e resultado | Adversário e resultado | Adversário e resultado | Adversário e resultado | Pos.        |
| ------------ | ------ | ---------------------- | -------------------------- | ---------------------- | ---------------------- | ---------------------- | ---------------------- | ---------------------- | ----------- |
| Adnene Rhimi | -84 kg |                        | ARM H. Yenokyan D 0-6, 1-8 | Não avançou            | Não avançou            | Não avançou            | Não avançou            | Não avançou            | Não avançou |

Livre feminino
| Atleta     | Evento | Preliminar             | Oitavas de final         | Quartas de final       | Semifinal              | Repescagem 1ª rodada   | Repescagem 2ª rodada   | Final                  | Final       |
| Atleta     | Evento | Adversário e resultado | Adversário e resultado   | Adversário e resultado | Adversário e resultado | Adversário e resultado | Adversário e resultado | Adversário e resultado | Pos.        |
| ---------- | ------ | ---------------------- | ------------------------ | ---------------------- | ---------------------- | ---------------------- | ---------------------- | ---------------------- | ----------- |
| Marwa Amri | -55 kg |                        | COL J. Rentería D 4-7, F | Não avançou            | Não avançou            | Não avançou            | Não avançou            | Não avançou            | Não avançou |

Greco-romana
| Atleta         | Evento | Preliminar             | Oitavas de final            | Quartas de final       | Semifinal              | Repescagem 1ª rodada   | Repescagem 2ª rodada   | Final                  | Final       |
| Atleta         | Evento | Adversário e resultado | Adversário e resultado      | Adversário e resultado | Adversário e resultado | Adversário e resultado | Adversário e resultado | Adversário e resultado | Pos.        |
| -------------- | ------ | ---------------------- | --------------------------- | ---------------------- | ---------------------- | ---------------------- | ---------------------- | ---------------------- | ----------- |
| Haykel Achouri | -84 kg |                        | AZE S. Gadabadze D 0-5, 0-5 | Não avançou            | Não avançou            | Não avançou            | Não avançou            | Não avançou            | Não avançou |

### Natação
Masculino
| Atleta(s)        | Evento      | Eliminatórias | Eliminatórias | Semifinal   | Semifinal   | Final        | Final           |
| Atleta(s)        | Evento      | Tempo         | Posição       | Tempo       | Posição     | Tempo        | Posição         |
| ---------------- | ----------- | ------------- | ------------- | ----------- | ----------- | ------------ | --------------- |
| Oussama Mellouli | 200m livre  | 1m47s97       | 19º           | Não avançou | Não avançou | Não avançou  | Não avançou     |
| Oussama Mellouli | 400m livre  | 3m44s54       | 7º            |             |             | 3m43s45 (AF) | 5º              |
| Oussama Mellouli | 1500m livre | 14m47s76      | 6º            |             |             | 14m40s84     | Medalha de ouro |

### Taekwondo
Feminino
| Atleta            | Evento | Preliminares           | Quartas                | Semifinais             | Repescagem              | Final                  | Posição     |
| Atleta            | Evento | Adversário e resultado | Adversário e resultado | Adversário e resultado | Adversário e resultado  | Adversário e resultado | Posição     |
| ----------------- | ------ | ---------------------- | ---------------------- | ---------------------- | ----------------------- | ---------------------- | ----------- |
| Khaoula Ben Hamza | +67kg  | MEX M. Espinoza D 0-4  |                        |                        | SWE K. Kedzierska D 4-5 | Não avançou            | Não avançou |

### Tênis
Feminino
| Atleta      | Evento  | Fase de 64                  | Fase de 32             | Fase de 16             | Quartas                | Semifinais             | Final                  | Final       |
| Atleta      | Evento  | Adversário e resultado      | Adversário e resultado | Adversário e resultado | Adversário e resultado | Adversário e resultado | Adversário e resultado | Posição     |
| ----------- | ------- | --------------------------- | ---------------------- | ---------------------- | ---------------------- | ---------------------- | ---------------------- | ----------- |
| Selima Sfar | Simples | DEN C. Wozniacki D 4-6, 1-6 | Não avançou            | Não avançou            | Não avançou            | Não avançou            | Não avançou            | Não avançou |